# Dominique Bona

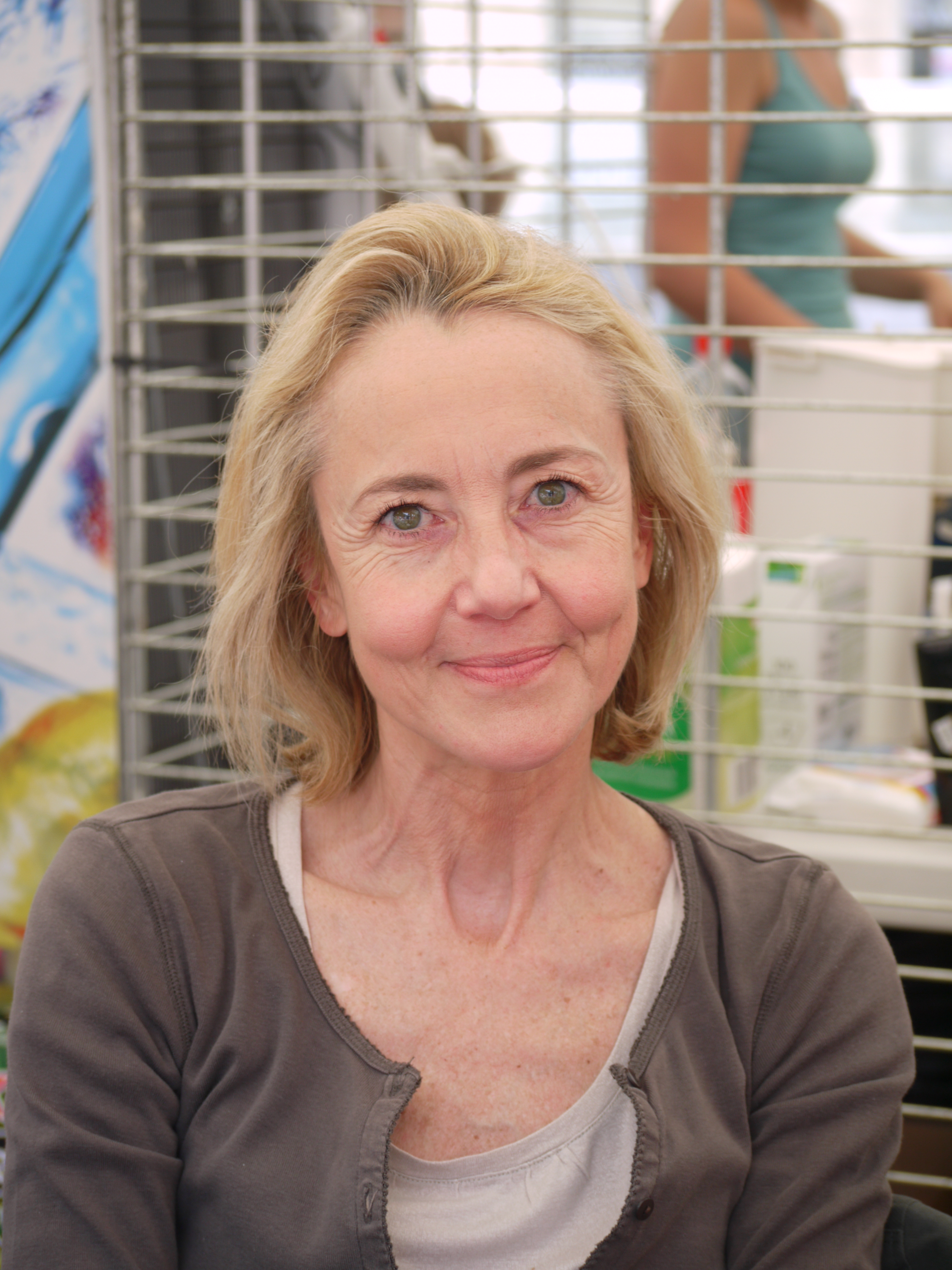
Dominique Bona

Dominique Bona (* 29. Juli 1953 in Perpignan, Département Pyrénées-Orientales, Frankreich) ist eine französische Schriftstellerin.

## Leben
Bona ging in Paris am Lycée Victor-Duruy zur Schule. Ihr Studium schloss sie an der Sorbonne im Fach Moderne Literatur ab. In den Jahren von 1976 bis 1980 war sie Assistentin bei den öffentlichen Rundfunkanstalten France Culture und France Inter. Von 1980 bis 1985 war sie Literaturkritikerin bei der Tageszeitung Le Quotidien de Paris, bevor sie von 1980 bis 2004 als Kritikerin bei der Zeitung Figaro littéraire arbeitete.
Bona ist seit 1999 Mitglied der Jury des Prix Renaudot. 2013 wurde sie von der Académie française in Konkurrenz zu Philippe Meyer auf den Fauteuil 33 von Michel Mohrt gewählt. Ihre Lobesrede hielt Jean-Christophe Rufin.

## Preise und Auszeichnungen
- 1987: Grand Prix de la biographie de l’Académie française für die Biographie Romain Gary.
- 1989: folgende Preise für die gleiche Biografie: Les Yeux noirs ou «le vies extraordinaires des sœrs Hérédia»; Grand Prix de la Femme, Prix de l’Enclave des Papes, Prix Lutèce und Prix des Poètes français.
- 1992: Prix Interallié für den Roman Malika.
- 1998: Prix Renaudot für den Roman Le Manuscrit de Port-Ébène.
- 2000: Prix Goncourt de la biographie und Prix Bernier de l’Académie des Beaux-Arts für Berthe Morisot: Le Sécret de la femme en noir.
- 2007: Grand Prix de l’Héroïne Madame Figaro für Camille et Paul, la passion Claudel
- 2012: Prix spécial Simone-Veil für Deux sœrs: Yvonne et Christine Rouart, muses de l’impressionisme.
- 2013: Wahl zum Mitglied der Académie française für den Fauteuil 33.

Ferner ist sie:
- Chevalier (Ritter) der Ehrenlegion.
- Offizier des Ordre national du mérite
- Offizier des Ordre des Arts et des Lettres

## Werke
- Les Heures volées. Roman. Mercure de France, Paris 1981.
- Argentina. Roman. Mercure de France, Paris 1984.
- Romain Gary, Biographie. Mercure de France, Paris 1987.
- Gala. Biographie. Flammarion 1994.
  - deutsch: Gala. Ein Leben. übersetzt von Una Pfau und Katrin Seebacher. Fischer, Frankfurt am Main 1996, ISBN 3-596-17059-1.
- Stefan Zweig, l’ami blessé. Biographie. Plon, Paris 1996.
- Le Manuscrit de Port-Ébène. Roman. Grasset, Paris 1998.
  - deutsch: Die Zuckerplantage. Goldmann, München 2001, ISBN 3-442-72701-4.
- La Ville d’hiver. Roman. Grasset, Paris 2005, ISBN 2-246-63371-0.
- Je suis fou de toi. Biographie. Grasset, Paris 2014, ISBN 978-2-246-85387-9.
- Camille et Paul: La Passion Claudel. Grasset, Paris 2006.
  - deutsch: Camille und Paul Claudel. Aus dem Französischen von Eva Moldenhauer, btb, München 2010, ISBN 978-3-442-73996-7.